# Bautasteinane
Bautasteinane är en kulle i Antarktis. Norge gör anspråk på området. Toppen på Bautasteinane är 2 102 meter över havet.
Terrängen runt Bautasteinane är huvudsakligen platt, men den allra närmaste omgivningen är kuperad. Trakten är glest befolkad. Det finns inga samhällen i närheten.